# Степски вук
Степски вук је роман немачког писца Хермана Хесеа, објављен 1927. године. Комбинујући аутобиографске и психоаналитичке елементе, роман је добио име по усамљеном вуку степа. Прича у великој мери одражава Хесеову дубоку духовну кризу из 20-их, упечатљиво представљајући расцеп протагонисте између његове човечности и његове анималне, као код вука, агресије и бескућништва. Роман је постигао међународни успех, иако је Хесе касније тврдио како је књига у великој мери погрешно схваћена.

## Настанак
Хесе је почео писати Степског вука средином 20-их година када је проживљавао тешку животну кризу. Због неслагања са женом (оженио се 1924. - други пут) мучио га је осећај усамљености и изолације од света. Истовремено је расло његово незадовољство грађанским друштвом и техничком цивилизацијом; прогониле су га и песимистичне слутње о новом светском сукобу. У очајном расположењу размишљао је о самоубиству, а ишао је и на терапије код психолога.

## Радња
Роман је подељен на три дела. У првом делу, Предговор издавачу, нећак Халерове газдарице упознаје нас с главним ликом на начин на који га он доживљава; Халер је након неколико месеци боравка напустио стан и оставио му своје белешке. Из Белешки Харија Халера (уз упозорење: "Није за свакога. Само за поремећене.") главни лик у првом лицу износи своја размишљања и доживљаје. У овај део је уклопљен и Трактат о Степском вуку, књига у књизи, објективна анализа личности Харија Халера – Степског Вука.
Хари Халер је интелектуалац у касним четрдесетим годинама, писац новинских чланака, есеја и књига, љубитељ књижевности, сликарства и класичне музике (посебно Гетеа и Моцарта које касније сусреће у сновима). Живи сам, а начин живота му је врло неуредан јер се због своје природе не може уклопити у нормално грађанско друштво. Харијева личност је подељена на два супротстављена пола која се међусобно боре: људски (симбол умног, племенитог и културног) и вучији (симбол нагонског, дивљег и суровог).
За време једне вечерње шетње градом и обиласка крчми где тражи утеху у алкохолу, сусреће необичног човека који му даје књижицу "Трактат о Степском Вуку“. Књига је хладна психолошка анализа чији је предмет сам Хари Халер. Трактат му не доноси пуно нових спознаја, али га подстиче на размишљање о властитом идентитету и животу; размишља о самоубиству.
Ускоро сусреће младог професора којег познаје, и прихвата његов позив на вечеру. Она завршава потпуно неуспешно - Хари је разочаран малограђанштином професора и његове жене, а незадовољан је и самим собом. У сасвим очајном стању упућује се у крчму "Код црног орла" препоручену од стране мистериозног човека који му је дао "Трактат о Степском Вуку“. Тамо упознаје Хермину, девојку која га сасвим разуме и обећава му помоћи.
Хермина учи Харија плесу и уводи га у потпуно нови начин живота. Упознаје га с лепом куртизаном, Маријом, која му постаје љубавница, и саксофонистом Паблом захваљујући којем почиње ценити џез. Хари је сада срећан премда понекад осећа да та срећа није оно што он заправо тражи. Истовремено се компликује његов однос с Хермином; она га жели навести да се заљуби у њу и затим је убије јер је она заправо слична њему иако се понаша другачије.
Хермина га позива на маскенбал где се коначно заљубљује у њу. По завршетку плеса остаје с њом и Паблом. Помоћу психоделичне супстанце Пабло га уводи у "магично позориште" - одраз Харијеве психе. Ту доживљава низ надреалних искустава, с кулминацијом у разбијању властитог одраза у огледалу и убиству Хермине, након чега следи разговор с Моцартом који осуђује његово понашање. Хари коначно закључује да мора прихватити хумор као решење своје кризе, да научи да се смеје свету и себи самоме.

## Занимљивости
- Хари Халер има једнаке иницијале као и сам аутор (иста појава је присутна и у другим Хесеовим делима), а Хермина је женски облик ауторовог имена.
- 1926. Хесе је похађао курс плеса код Јулије Лауби-Хонегер, с којом је био на маскенбалу у једном хотелу у Цириху.
- Хесеова газдарица и стан који је изнајмио 1924. године у Базелу су исти као онај описан у књизи.
- Лик Пабла и доживљај џеза су вероватно настали под утицајем наступа Сидни Бешета којима је Хесе неколико пута присуствовао.